# CKay
, pseudonimo di Chukwuka Ekweani (Kaduna, 16 luglio 1995), è un cantante nigeriano, noto per aver raggiunto il successo internazionale nel 2021 col singolo Love Nwantiti, arrivato in vetta delle classifiche di sei paesi e le top ten di altrettanti diciotto.

## Biografia
Ekweani è nato a Kaduna, nel nord-est della Nigeria, e ha mosso i primi passi verso la musica grazie al padre, che era direttore di un coro presso una chiesa locale. Crescendo ha iniziato a suonare strumenti come il pianoforte e la batteria, per poi sperimentare la produzione con il software FL Studio.
Nel 2014 si è trasferito a Lagos, in cerca di visibilità da parte delle etichette discografiche, riuscendo a firmare un contratto dapprima con la Loopy Music e in seguito con la Chocolate City. L'11 settembre 2017 ha pubblicato il suo EP di debutto Who the Fuck Is CKay?, mentre il 2 marzo 2018 ha reso disponibile il singolo Container, divenuto un successo radiofonico in patria.
Il 30 agosto 2019 è uscito il secondo EP CKay the First, che contiene il brano Love Nwantiti. Il 14 febbraio 2020 ne è stato reso disponibile il remix ufficiale realizzato in collaborazione con i connazionali Joeboy e Kuami Eugene; ad esso hanno fatto seguito altre versioni della canzone, accompagnate da artisti di spicco europei e non come ElGrandeToto, Franglish e De La Ghetto. Love Nwantiti riceve tuttavia notorietà a livello globale soltanto a partire dal settembre 2021, quando diventa virale sulle piattaforme Shazam e TikTok; complice anche il suo utilizzo durante il Met Gala 2021, irrompe nelle classifiche di più di trenta paesi, posizionandosi primo in Francia, Paesi Bassi e Svizzera, terzo nella Official Singles Chart del Regno Unito e 31º nella Billboard Hot 100 statunitense.

## Discografia

### Album in studio
- 2022 – Sad Romance
- 2024 – Emotions

### EP
- 2017 – Who the Fuck Is CKay?
- 2019 – Ckay the First
- 2021 – Boyfriend

### Singoli
- 2016 – Nkechi Turn Up
- 2017 – Gaddmit (feat. Dremo)
- 2017 – Chukwu Ga Gozi Gi
- 2018 – Container
- 2018 – Gmail (feat. Dremo)
- 2019 – Eleven over Ten
- 2020 – Felony
- 2021 – Kiss Me like You Miss Me (con Payal Dev)
- 2021 – Love Nwantiti
- 2021 – Emiliana
- 2022 – Watawi (feat. Abidoza, Davido & Focalistic)
- 2022 – Ma chérie (con Ici c'est Paris)
- 2023 – Trumpet (con Olamide)
- 2023 – 40 Days (con Tamera)
- 2024 – Is It You?/Mysterious Love
- 2024 – Wahala (con Olamide)
- 2024 – Egwu eji
- 2024 – Wayeh remix (con Theodort)
- 2024 – In My Bed

## Riconoscimenti
- BRIT Awards
  - 2022 – Candidatura alla Canzone internazionale dell'anno per Love Nwantiti[17]

- MOBO Awards
  - 2021 – Candidatura al Miglior artista musicale africano[18]